# Коломбье-ле-Вьё
Коломбье́-ле-Вьё (фр. Colombier-le-Vieux, окс. Colombier le Vieux) — коммуна во Франции, находится в регионе Рона — Альпы. Департамент коммуны — Ардеш. Входит в состав кантона Сен-Фелисьен. Округ коммуны — Турнон-сюр-Рон.
Код INSEE коммуны — 07069.

## Население
Население коммуны на 2008 год составляло 630 человек.
| 1962 | 1968 | 1975 | 1982 | 1990 | 1999 | 2008 |
| ---- | ---- | ---- | ---- | ---- | ---- | ---- |
| 611  | 659  | 504  | 471  | 518  | 551  | 630  |

## Экономика

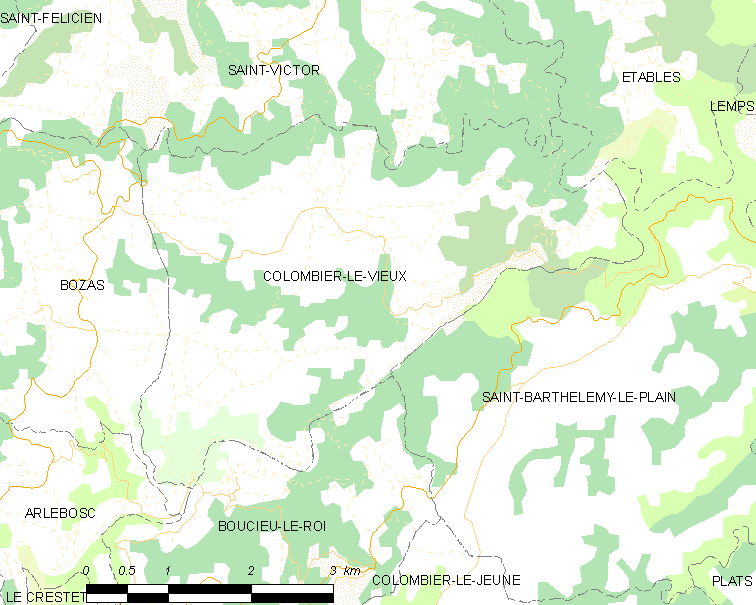
Карта коммуны

В 2007 году среди 386 человек в трудоспособном возрасте (15—64 лет) 286 были экономически активными, 100 — неактивными (показатель активности — 74,1 %, в 1999 году было 69,5 %). Из 286 активных работали 264 человека (149 мужчин и 115 женщин), безработных было 22 (10 мужчин и 12 женщин). Среди 100 неактивных 31 человек были учениками или студентами, 35 — пенсионерами, 34 были неактивными по другим причинам.

## Достопримечательности
- Укреплённый дом Рюисса, построен в 1560—1566 годах, перестроен в 1660 году. Исторический памятник с 1996 года.[2]